# نوردراد
نوردراد نهر من أنهار  ولاية سكسونيا السفلى, ألمانيا.